# 不花 (札剌儿氏)
不花，（？—1289年）伊利汗国官员。蒙古族札剌儿氏。
其父担任怯薛火儿赤，跟随旭烈兀出镇波斯。伊利汗阿八哈死后，其弟貼古迭兒继承汗位。他说阿八哈汗是大汗忽必烈所封，汗位应该由长子阿鲁浑继承，于是起兵拥戴阿鲁浑争位，杀死貼古迭兒。至元二十三年（1286年），元世祖遣使册立阿鲁浑，并授不花为丞相，封答剌罕，命辅佐伊利汗治国。他擅权跋扈，被阿鲁浑所忌。不花后来暗结诸王阴谋废立，密谋泄露，被杀。